# John Ross
John Ross (Balsarroch, 24 juni 1777 – Londen, 30 augustus 1856) was een Schotse schout-bij-nacht (Engels: rear admiral) en ontdekkingsreiziger in het noordpoolgebied.
De vader van Ross was dominee Andrew Ross, die in Inch bij Stranraer in Schotland werkte. Toen John nog maar negen jaar was, ging hij bij de Britse Koninklijke Marine (Royal Navy) werken. De eerste drie jaar werkte hij in het Middellandse Zeegebied. In 1808 was hij contactpersoon tussen de Engelse admiraal De Saumarez en de Zweden. Ross was een tolk van de admiraal. Hij kreeg een Zweedse onderscheiding voor zijn werk.
In 1812 werd Ross tot gezagvoerder gepromoveerd. Zijn eerste schip heette de Briseis.

## Eerste poolexpeditie
In Engeland begonnen ze aan een nieuwe reeks ontdekkingsreizen door het noordpoolgebied. Het doel was het vinden van de Noordwestelijke Doorvaart. De Admiraliteit organiseerde in 1818 een poolexpeditie en John Ross kreeg de leiding. Hij moest proberen door het noordpoolgebied van de Atlantische Oceaan naar de Grote Oceaan te varen. Een andere expeditie (onder leiding van David Buchan) moest aan de andere kant beginnen en proberen de route in tegengestelde richting af te leggen. Een groot deel van de vaarroute was nog niet in kaart gebracht. Onderweg moest Ross informatie over stromingen, getijden, magnetisme en de toestand van het ijs verzamelen. Hij moest specimens meenemen van wat hij onderweg in de natuur vond.
In april vertrok Ross met twee schepen uit Londen. Zijn vlaggenschip heette Isabella. Het andere schip heette Alexander. Ross voer langs de kust van het Amerikaanse continent naar het noorden. Hij passeerde de poolcirkel en bereikte de Baffinbaai, die genoemd is naar William Baffin, een andere Britse ontdekkingsreiziger die daar tweehonderd jaar eerder was geweest.
Ross deed zijn best om de waarnemingen van Baffin te controleren. Hij bereikte in augustus 1818 Lancaster Sound op de plaats die hij verwacht had. Deze zeestraat is een doorvaart naar het westen, maar Ross dacht dat het een gesloten baai was. Hij zag in de verte luchtspiegelingen die op bergen leken. Hij noemde ze "Croker's Mountains". Ondanks de protesten van een aantal van zijn officieren besloot hij om terug te gaan naar Engeland, omdat hij dacht dat ze niet verder konden. Omdat de expeditie snel afgebroken was, was er niet veel nieuws ontdekt. Ross kreeg na zijn terugkeer de rang van kapitein. Het verslag van zijn reis dat een jaar later werd gepubliceerd bracht het meningsverschil aan het licht. De discussies over de Croker's Mountains, die niet bleken te bestaan, deed zijn reputatie geen goed.

## Tweede poolexpeditie
In 1829 gaf Ross toe dat hij zich misschien had vergist. Hij wilde een nieuwe poging wagen, maar de Admiraliteit wees zijn verzoek af. Ross haalde Felix Booth, een van zijn vrienden, over om zijn tweede reis te financieren. Zijn team vertrok in mei 1829 met een stoomschip. Een van de opvarenden was zijn neef, James Clark Ross. Ze voeren door Lancaster Sound. In de Prince Regent Inlet kwam het schip vast te zitten in het ijs. Ross en de andere bemanningsleden zouden vier winters in het poolgebied gaan meemaken. Ze verkenden de omgeving in westelijke en noordelijke richting. Daarbij werden ze geholpen door de Inuit die daar woonden. Tijdens een van deze tochten werd de geomagnetische zuidpool op het schiereiland Boothia gevonden.
In 1832 verlieten Ross en zijn team hun schip. Ze gingen te voet naar een ander wrak, dat ze al eerder waren tegengekomen. De sloepen van dat wrak wilden ze gebruiken om mee weg te varen, zodra er een vaargeul door het ijs zou ontstaan. Het duurde een jaar voordat het ijs scheurde en ze konden vertrekken. Ze werden onderweg opgepikt door een walvisvaarder. Ross kende het schip. Het was de Isabella waarmee hij zijn vorige ontdekkingsreis had gemaakt.
Na zijn terugkeer kreeg kapitein Ross gouden medailles van de Engelse en Franse geografische verenigingen. Hij kreeg nog een aantal buitenlandse eretekens. Hij werd bijvoorbeeld ridder in de Orde van de Poolster van Zweden. Een jaar later (in 1834) werd hij geridderd en werd hij benoemd tot Lid in de Orde van het Bad in Groot-Brittannië. "Deze indrukwekkende ervaring, en de informatie die het team van Ross verzamelde voor de wetenschap en de volkenkunde, bracht hem de erkenning waar hij zo lang naar gestreefd had."

## Zoektocht naar Franklin
In 1850 reisde hij nog een keer naar het noordpoolgebied. Hij was ruim zeventig jaar, maar hij wilde meehelpen aan de zoektocht naar de vermiste expeditie van Sir John Franklin, een zoektocht die niets opleverde, maar die volgens Ross veel eerder had moeten beginnen. In 1851 werd John Ross benoemd tot Rear Admiral, een vlagofficier bij de marine. Hij ging in Schotland wonen en overleed in Londen in 1856.

## Publicaties van Ross
De publicaties van Sir John Ross zijn onder andere:
- A Voyage of Discovery, Made Under the Orders of the Admiralty, in His Majesty's Ships Isabella and Alexander, for the Purpose of Exploring Baffin's Bay and Inquiring into the Probability of a North-West Passage (1819)
- Narrative of a Second Voyage in Search of a North-West Passage, including the Discovery of the North Magnetic Pole (1835)
- Memoirs and Correspondence of Admiral Lord De Saumarez (1838).